# Milán – San Remo 2007
98. ročník cyklistického závodu Milán – San Remo (Itálie) se uskutečnil 24. března 2007.
Startovalo se v Miláně, cíl byl v San Remu. Výsledky závodu se započítávaly do klasifikace UCI ProTour 2007, kde byl zařazen do kategorie 1.S.

## Propozice
Startovalo: 197.

Dokončilo: 160.

Km: 294.

Průměr: 43,660 km/h.

## Průběh závodu
Startovalo se v Miláně a začátek závodu byl poměrně ostrý. Průměrná rychlost první hodiny závodu byla 46,1 km/h. 
Donati a Aggiano vyprovokovali únik na 69. km, ve kterém byli také Quinziato, Usau, Florencio, Duclos-Lassalle, Laurent, Luengo, Bru, Mengin, Fothen, Baldato, Horrillo, Bellin, Petacchi a Knees. Tato skupina, která si vypracovala 15 sekundový náskok, byla na 74. km dojeta. Závod neustále nabíral na tempu a po dvou hodinách činila průměrná rychlost 46,2 km/h. 
Na 86. km se pokusili poodjet Kunickij, De Kort, Sella, Hernandez, Traficante a Brutt a jejich náskok na peloton činil na 108. km již 7:45 minut a na 120. km narostl na 7:51. Po pádu museli odstoupit Guesdon a Gutierrez. 
Na Passo del Turchino ztráta pelotonu na uprchlíky činila 7:05 minut. Při sjezdu došlo k pádu ve skupině, Fertonani a Contrini odstoupili, ale Michailov pokračoval dál. Před Arezzanem (162 km) byl v pelotonu aktivní tým Milram a stáhl ztrátu na 6:25.
Před Celle Ligure došlo znovu k pádu v hlavní skupině. Uprchlíci si neustále drželi stejný odstup až k Noli (200 km), kde začal peloton ztrátu dotahovat, během 15 km o dvě minuty. Při výjezdu z Alassia došlo k hromadnému pádu, ve kterém byli Krivcov, Duclos-Lassalle, Scheirlinckx, Berthou, Bělohvoščiks, Del Nero, Merckx, Erviti, Rebellin a Hinault. Ve stoupání na Capo Mele spadl také De Kort, jeden z pětice uprchlíků. Před Capo Cervo nestačil tempu Sella a z pětice se zbyla jen trojice uprchlíků. Ztráta pelotonu byla 2:12. Na Capo Cervo dojel peloton De Korta i Sellu a snížil náskok uprchlíků na 1:28. Při sjezdu z Capo Cerva spadl Kopp, kterého odvezla sanitka, Haussler a Wegmann po pádu pokračovali v závodě. Pří průjezdu městem Imperia na kluzkém asfaltu spadla další skupina cyklistů. 
Posledních 30 km byl náskok trojice Kunickij, Hernandez a Brutt již jen 38 sekund. Mechanické problémy potkaly Bettiniho. Ve stoupání na Cipressu se skupinka uprchlíku roztrhala, Hernandez poodjel, zatímco Kunického a Bruttiho pohltil peloton. Peloton se natáhl do dlouhé řady a dojel i posledního uprchlíka. Na útok Pellizottiho zareagoval Moletta a vzápětí i Popovič. Čelo pelotonu si hlídaly stáje Lampre a Milram. Ve sjezdu spadl Moletta a dobře rozjetý závod skončil v sanitním voze. Pellizotti a Popovič získali k dobru 8 sekund na další dvojici Celestino, Villa a 18 sekund na peloton. Když cyklisté stoupali na Poggio, byl už peloton znovu pohromadě. Ještě před vrcholem to znovu zkusil marně Popovič. Gilbert, Riccò a Kessler byli dalšími, kteří se snažili o unik, ale nakonec rozhodl hromadný spurt, který nejlépe zvládl Freire.

## Klasifikace
| 1 až 10 | 11 až 20 | 21 až 30 |
| - 1. Óscar Freire 6h43'59" - 2. Allan Davis - 3. Tom Boonen - 4. Robbie McEwen - 5. Stuart O'Grady - 6. Erik Zabel - 7. Gabriele Balducci - 8. Alessandro Petacchi - 9. Vicente Reynes - 10. Robert Hunter | - 11. Danilo Napolitano - 12. Luca Paolini - 13. Kim Kirchen - 14. Martin Elmiger - 15. Cristian Moreni - 16. Stefan Schumacher - 17. Jeremy Hunt - 18. Manuele Mori - 19. Filippo Pozzato - 20. William Bonnet | - 21. Philippe Gilbert - 22. Julian Dean - 23. Vladimir Gusev - 24. Rene Mandri - 25. Pablo Lastras - 26. Daniele Bennati - 27. Gerald Ciolek - 28. Jaroslav Popovych - 29. Fränk Schleck - 30. Davide Rebellin |

## Startovní listina
| Liquigas | Acqua & Sapone-Caffè Mokambo | Ag2r Prévoyance |
| - 1 Filippo Pozzato (Ita) - 2 Patrick Calcagni (Swi) - 3 Enrico Gasparotto (Ita) - 4 Luca Paolini (Ita) - 5 Franco Pellizotti (Ita) - 6 Roberto Petito (Ita) - 7 Manuel Quinziato (Ita) - 8 Alessandro Spezialetti (Ita)                  | - 11 Dario Andriotto (Ita) - 12 Gabriele Balducci (Ita) - 13 Massimo Codol (Ita) - 14 Alessandro Donati (Ita) - 15 Stefano Garzelli (Ita) - 16 Andrei Kunitski (Blr) - 17 Simone Masciarelli (Ita) - 18 Giuseppe Palumbo (Ita) | - 21 Yuriy Krivtsov (Ukr) - 22 Sylvain Calzati (Fra) - 23 Renaud Dion (Fra) - 24 Samuel Dumoulin (Fra) - 25 Martin Elmiger (Swi) - 26 René Mandri (Est) - 27 Loyd Mondory (Fra) - 28 Alexandre Usov (Rus)                             |
| Astana | Barloworld | Bouygues Telecom |
| - 31 Koen De Kort (Ned) - 32 René Haselbacher (Aut) - 33 Serguei Ivanov (Rus) - 34 Aaron Kemps (Aus) - 35 Matthias Kessler (Ger) - 36 Guennadi Mikhailov (Rus) - 37 Dmitriy Muravyev (Kaz) - 38 Gregory Rast (Swi)                        | - 41 Giosuè Bonomi (Ita) - 42 Diego Caccia (Ita) - 43 Brian Cox (Rsa) - 44 Alexander Efimkin (Rus) - 45 Fabrizio Guidi (Ita) - 46 Robert Hunter (RSA) - 47 Paolo Longo Borghini (Ita) - 48 Kanstantsin Siutsou (Blr)           | - 51 Xavier Florencio (Spa) - 52 Anthony Geslin (Fra) - 53 Rony Martias (Fra) - 54 Alexandre Pichot (Fra) - 55 Jérôme Pineau (Fra) - 56 Erki Pütsep (Est) - 57 Franck Renier (Fra) - 58 Thomas Voeckler (Fra)                         |
| Caisse d'Epargne | Ceramica Panaria-Navigare | Cofidis |
| - 61 Vicente Reynes (Spa) - 62 Eric Berthou (Fra) - 63 Marco Fertonani (Ita) - 64 Imanol Erviti (Spa) - 65 Mathieu Perget (Fra) - 66 Pablo Lastras (Spa) - 67 Alexei Markov (Rus)                                                         | - 71 Fortunato Baliani (Ita) - 72 Tiziano Dall'Antonia (Ita) - 73 Paride Grillo (Ita) - 74 Luca Mazzanti (Ita) - 75 Matteo Priamo (Ita) - 76 Francesco Tomei (Ita) - 77 Maximiliano Richeze (Arg) - 78 Emanuele Sella (Ita)    | - 81 Kevin De Weert (Bel) - 82 Michiel Elijzen (Ned) - 83 Mathieu Heijboer (Ned) - 84 Hervé Duclos-Lassalle (Fra) - 85 Sébastien Minard (Fra) - 86 Cristian Moreni (Ita) - 87 Nick Nuyens (Bel) - 88 Staf Scheirlinckx (Bel)          |
| Crédit Agricole | Discovery Channel | Euskaltel-Euskadi |
| - 91 - 92 Laszlo Bodrogi (Hun) - 93 William Bonnet (Fra) - 94 Julian Dean (NZl) - 95 Mads Kaggestad (Nor) - 96 Sébastien Hinault (Fra) - 97 - 98 Christophe Laurent (Fra)                                                                 | - 101 Volodymyr Bileka (Ukr) - 102 Antonio Cruz (Ukr) - 103 Steve Cummings (GBr) - 104 Allan Davis (Aus) - 105 Vladimir Gusev (Rus) - 106 Yaroslav Popovych (Ukr) - 107 Tomas Vaitkus (Ltu) - 108 Matthew White (Aus)          | - 111 Beñat Albizuri (Spa) - 112 Antton Luengo (Spa) - 113 Jon Bru (Spa) - 114 Unai Etxebarria (Ve - 115 Koldo Fernández (Spa) - 116 Aitor Hernández (Spa) - 117 Aketza Peña (Spa) - 118 Iban Mayoz (Spa)                             |
| Française Des Jeux | Gerolsteiner | Lampre-Fondital |
| - 121 Ludovic Auger (Fra) - 122 Carlos Da Cruz (Fra) - 123 Christophe Detilloux (Bel) - 124 Philippe Gilbert (Bel) - 125 Frédéric Guesdon (Fra) - 126 Thomas Lövkvist (Swe) - 127 Christophe Mengin (Fra) - 128 Fabrice Petanchon (Fra)   | - 131 Heinrich Haussler (Ger) - 132 David Kopp (Ger) - 133 Andrea Moletta (Ita) - 134 Davide Rebellin (Ita) - 135 Stefan Schumacher (Ger) - 136 Fabian Wegmann (Ger) - 137 Peter Wrolich (Aut) - 138 Thomas Fothen (Ger)       | - 141 Alessandro Ballan (Ita) - 142 Daniele Bennati (Ita) - 143 Danilo Napolitano (Ita) - 144 Fabio Baldato (Ita) - 145 Claudio Corioni (Ita) - 146 Daniele Righi (Ita) - 147 Gorazd Stangelj (Slo) - 148 Patxi Vila (Spa)            |
| Predictor-Lotto | Quickstep-Innergetic | Rabobank |
| - 151 Mario Aerts (Bel) - 152 Leif Hoste (Bel) - 153 Robbie McEwen (Aus) - 154 Bert Rosems (Bel) - 155 Wim Vansevenant (Bel) - 156 Johan Van Summeren (Bel) - 157 Björn Leukemans (Bel) - 158 Dario Cioni (Ita)                           | - 161 Paolo Bettini (Ita) - 162 Carlos Barredo (Spa) - 163 Tom Boonen (Bel) - 164 Kevin Hulsmans (Bel) - 165 Sébastien Rosseler (Bel) - 166 Matteo Tosatto (Ita) - 167 Kevin Van Impe (Bel) - 168 Giovanni Visconti (Ita)      | - 171 Oscar Freire (Spa) - 172 Juan Antonio Flecha (Spa) - 173 Jan Boven (Ned) - 174 Bram De Groot (Ned) - 175 Leon Van Bon (Ned) - 176 Max Van Heeswijk (Ned) - 177 Mathew Hayman (Aus) - 178 Pedro Horrillo (Spa)                   |
| Saunier Duval-Prodir | Team CSC | Team LPR |
| - 181 David Millar (GBr) - 182 Raivis Belohvosciks (Lat) - 183 Jesús Del Nero (Spa) - 184 Ángel Gómez Gómez (Spa) - 185 José Alberto Benítez (Spa) - 186 Manuele Mori (Ita) - 187 Riccardo Riccò (Ita) - 188 Francisco José Ventoso (Spa) | - 191 Fränk Schleck (Lux) - 192 Karsten Kroon (Ned) - 193 Fabian Cancellara (Swi) - 194 Marcus Ljungqvist (Swe) - 195 Juan José Haedo (Arg) - 196 Stuart O'Grady (Aus) - 197 Luke Roberts (Aus) - 198 Matti Breschel (Den)     | - 201 Borut Bozichz (Slo) - 202 Marco Marcato (Ita) - 203 José Enrique Gutierrez (Spa) - 204 Ignacio Gutierrez (Spa) - 205 Luca Solari (Ita) - 206 Maurizio Bellin (Ita) - 207 Roberto Traficante (Ita) - 208 Andreas Dietziker (Swi) |
| Milram | Tinkoff Credit Systems | T-Mobile |
| - 211 Alessandro Petacchi (Ita) - 212 Erik Zabel (Ger) - 213 Igor Astarloa (Spa) - 214 Mirko Celestino (Ita) - 215 Christian Knees (Ger) - 216 Alberto Ongarato (Ita) - 217 Fabio Sacchi (Ita) - 218 Marco Velo (Ita)                     | - 221 Elio Aggiano (Ita) - 222 Pavel Brutt (Rus) - 223 Salvatore Commesso (Ita) - 224 Vasil Kiryienka (Blr) - 225 Daniele Contrini (Ita) - 226 Anton Mindlin (Rus) - 227 Michail Ignaťjev (Rus) - 228 Ricardo Serrano (Spa)    | - 231 Lorenzo Bernucci (Ita) - 232 Gerald Ciolek (Ger) - 233 Bernhard Eisel (Aut) - 234 Bert Grabsch (Ger) - 235 Roger Hammond (GBr) - 236 Kim Kirchen (Lux) - 237 Axel Merckx (Bel) - 238 Marco Pinotti (Ita)                        |
| Unibet.com | * | * |
| - 241 Michal Golas (Pol) - 242 Arnaud Coyot (Fra) - 243 Jimmy Casper (Fra) - 244 Laurens Ten Dam (Ned) - 245 Gorik Gardeyn (Bel) - 246 Sergey Kolesnikov (Rus) - 247 Marco Zanotti (Ita) - 248 Jeremy Hunt (GBr)                          | | |